# Luquillo
Luquillo är en stad i Puerto Rico. Området ligger vid den nordöstra kusten, nordväst om Fajardo, och öster om Rio Grande.
Luquillo är känd som "La Capital del Sol" (solhuvudstaden) och "La Riviera de Puerto Rico" (Puerto Ricos riviera). Luquillo grundades 1797 av Cristóbal Guzmán. Staden fick sitt namn efter indianhövdingen Loquillo, som dog några år efter det sista indianupproret år 1513.
Om du åker på motorvägen längs med kusten, kommer du snart till Luquillo Beach. Denna stora kokospalmplantage skuggar ett par kilometer finkornig och skimrande sand. Detta är en av de mest populära stränderna i San Juanområdet. Här finns kafeterior, duschar och bra parkering. Monserrate Beach är en av de stränder som de lokala invånarna gillar att besöka.